# Campionati del mondo di atletica leggera 2013 - 100 metri piani maschili
La gara dei 100 metri piani maschili si è svolta tra sabato 10 agosto e domenica 11 agosto 2013.

## Podio
| Pos.    | Atleta        | Nazione     | Tempo |
| ------- | ------------- | ----------- | ----- |
| Oro     | Usain Bolt    | Giamaica    | 9"77  |
| Argento | Justin Gatlin | Stati Uniti | 9"85  |
| Bronzo  | Nesta Carter  | Giamaica    | 9"95  |

## Situazione pre-gara

### Record
Prima di questa competizione, il record del mondo (RM) e il record dei campionati (RC) erano:
| Record                | Tempo | Atleta              | Data                             | Competizione  |
| --------------------- | ----- | ------------------- | -------------------------------- | ------------- |
| Record mondiale       | 9"58  | Usain Bolt Giamaica | 16 agosto 2009 Berlino, Germania | Mondiali 2009 |
| Record dei campionati | 9"58  | Usain Bolt Giamaica | 16 agosto 2009 Berlino, Germania | Mondiali 2009 |

### Campioni in carica
I campioni in carica, a livello mondiale e olimpico, erano:
| Campione | Atleta               | Tempo | Data                                | Competizione         |
| -------- | -------------------- | ----- | ----------------------------------- | -------------------- |
| Olimpico | Usain Bolt Giamaica  | 9"63  | 5 agosto 2012 Londra, Regno Unito   | Giochi olimpici 2012 |
| Mondiale | Yohan Blake Giamaica | 9"92  | 28 agosto 2011 Taegu, Corea del Sud | Mondiali 2011        |

### La stagione
Prima di questa gara, gli atleti con le tre migliori prestazioni dell'anno erano:
| Pos. | Atleta                | Tempo | Data                                   |
| ---- | --------------------- | ----- | -------------------------------------- |
| 1    | Tyson Gay Stati Uniti | 9"75  | 21 giugno 2013 Des Moines, Stati Uniti |
| 2    | Usain Bolt Giamaica   | 9"85  | 26 luglio 2013 Londra, Regno Unito     |
| 3    | Nesta Carter Giamaica | 9"87  | 13 luglio 2013 Madrid, Spagna          |

## Risultati
| Legenda: | RN | Record nazionale | RP | Record personale | PS | Record personale stagionale |

### Turno preliminare
Qualificazione: i primi due di ogni serie (Q) e i tre tempi migliori tra gli esclusi (q) si qualificano alle batterie.
| Pos. | Batteria | Corsia | Nome                          | Nazione                       | Tempo | Note  |
| ---- | -------- | ------ | ----------------------------- | ----------------------------- | ----- | ----- |
| 1    | 3        | 2      | Barakat Al-Harthi             | Oman                          | 10.47 | Q     |
| 2    | 2        | 2      | Aleksandr Brednev             | Russia                        | 10.49 | Q     |
| 3    | 1        | 5      | Daniel Bailey                 | Antigua e Barbuda             | 10.51 | Q     |
| 4    | 2        | 8      | Innocent Bologo               | Burkina Faso                  | 10.51 | Q     |
| 5    | 4        | 2      | Calvin Kang Li Loong          | Singapore                     | 10.52 | Q, RP |
| 6    | 3        | 3      | Ratu Banuve Tabakaucoro       | Figi                          | 10.53 | Q, PS |
| 7    | 3        | 5      | Idrissa Adam                  | Camerun                       | 10.56 | q     |
| 8    | 1        | 6      | Holder da Silva               | Guinea-Bissau                 | 10.59 | Q     |
| 9    | 4        | 7      | Shernyl Burns                 | Montserrat                    | 10.63 | Q     |
| 10   | 4        | 9      | Ifrish Alberg                 | Suriname                      | 10.70 | q     |
| 11   | 2        | 4      | Sapwaturrahman Sapwaturrahman | Indonesia                     | 10.75 | q, PS |
| 12   | 4        | 3      | Devilert Arsene Kimbembe      | Rep. del Congo                | 10.77 | PS    |
| 13   | 2        | 6      | Kieron Rogers                 | Anguilla                      | 10.80 |       |
| 14   | 4        | 4      | Mohammed Abukhousa            | Palestina                     | 10.87 | RN    |
| 15   | 4        | 5      | Denielsan Martins             | Capo Verde                    | 10.92 | RN    |
| 16   | 4        | 6      | Siueni Filimone               | Tonga                         | 10.93 |       |
| 17   | 1        | 2      | Riste Pandev                  | Macedonia                     | 10.97 |       |
| 18   | 3        | 6      | Hugues Tshiyinga Mafo         | RD del Congo                  | 11.11 | RP    |
| 19   | 1        | 7      | Faresa Kapisi                 | Samoa Americane               | 11.21 | RP    |
| 20   | 3        | 8      | Masbah Ahmmed                 | Bangladesh                    | 11.23 |       |
| 21   | 1        | 8      | Mikel de Sa                   | Andorra                       | 11.24 | PS    |
| 22   | 3        | 7      | Michael Alicto                | Guam                          | 11.39 | RP    |
| 23   | 1        | 4      | Daniel Philimon               | Vanuatu                       | 11.53 | RP    |
| 24   | 3        | 4      | Okilani Tinilau               | Tuvalu                        | 11.57 | PS    |
| 25   | 2        | 3      | Jesus T. Iguel                | Isole Marianne Settentrionali | 11.65 | RP    |
| 26   | 2        | 9      | Roman Cress                   | Isole Marshall                | 11.65 | PS    |
| 27   | 4        | 8      | Masoud Azizi                  | Afghanistan                   | 11.78 |       |
| 28   | 1        | 3      | Christopher Lima da Costa     | São Tomé e Príncipe           | 11.79 | PS    |
| 29   | 2        | 5      | Gauthier Okawe                | Gabon                         | 11.83 | RP    |
| 30   | 2        | 7      | McCaffrey Gilmete             | Micronesia                    | 11.86 | RP    |

### Batterie
Qualificazione: i primi tre di ogni serie (Q) e i tre tempi migliori tra gli esclusi (q) si qualificano alle semifinali.
| Pos. | Corsia | Nome                          | Nazione             | Tempo | Note  |
| ---- | ------ | ----------------------------- | ------------------- | ----- | ----- |
| 1    | 6      | Mike Rodgers                  | Stati Uniti         | 9.98  | Q     |
| 2    | 3      | Justin Gatlin                 | Stati Uniti         | 9.99  | Q     |
| 3    | 3      | Keston Bledman                | Trinidad e Tobago   | 10.02 | Q     |
| 3    | 1      | Kemar Bailey-Cole             | Giamaica            | 10.02 | Q     |
| 5    | 4      | Zhang Peimeng                 | Cina                | 10.04 | Q, RN |
| 6    | 5      | Jimmy Vicaut                  | Francia             | 10.06 | Q     |
| 7    | 7      | Usain Bolt                    | Giamaica            | 10.07 | Q     |
| 8    | 2      | Nesta Carter                  | Giamaica            | 10.11 | Q     |
| 9    | 6      | Nickel Ashmeade               | Giamaica            | 10.12 | Q     |
| 9    | 1      | Christophe Lemaitre           | Francia             | 10.12 | Q     |
| 11   | 3      | Dwain Chambers                | Regno Unito         | 10.14 | Q     |
| 11   | 4      | Richard Thomspon              | Trinidad e Tobago   | 10.14 | Q     |
| 13   | 5      | Aaron Brown                   | Canada              | 10.15 | Q     |
| 14   | 6      | Harry Aikines-Aryeetey        | Regno Unito         | 10.16 | Q     |
| 14   | 6      | Su Bingtian                   | Cina                | 10.16 | q     |
| 16   | 7      | Anaso Jobodwana               | Sudafrica           | 10.17 | Q     |
| 16   | 2      | Churandy Martina              | Paesi Bassi         | 10.17 | Q     |
| 18   | 3      | Antoine Adams                 | Saint Kitts e Nevis | 10.18 | q     |
| 19   | 7      | Ramon Gittens                 | Barbados            | 10.19 | Q     |
| 19   | 4      | Jason Rogers                  | Saint Kitts e Nevis | 10.19 | Q     |
| 21   | 4      | James Dasaolu                 | Regno Unito         | 10.20 | q     |
| 22   | 5      | Samuel Francis                | Qatar               | 10.21 | Q     |
| 22   | 3      | Sam Effah                     | Canada              | 10.21 |       |
| 22   | 7      | Ryota Yamagata                | Giappone            | 10.21 |       |
| 25   | 5      | Ángel David Rodríguez         | Spagna              | 10.23 |       |
| 26   | 7      | Rondell Sorrillo              | Trinidad e Tobago   | 10.25 |       |
| 27   | 6      | Ogho-Oghene Egwero            | Nigeria             | 10.26 |       |
| 28   | 4      | Julian Reus                   | Germania            | 10.27 |       |
| 29   | 1      | Gabriel Mvumvure              | Zimbabwe            | 10.28 | Q     |
| 30   | 4      | Denis Dimitrov                | Bulgaria            | 10.29 |       |
| 31   | 1      | Adam Harris                   | Guyana              | 10.30 |       |
| 31   | 2      | Gavin Smellie                 | Canada              | 10.30 | Q     |
| 33   | 2      | Yoshihide Kiryū               | Giappone            | 10.31 |       |
| 34   | 1      | Martin Keller                 | Germania            | 10.32 |       |
| 35   | 5      | Charles Silmon                | Stati Uniti         | 10.34 |       |
| 36   | 3      | Shavez Hart                   | Bahamas             | 10.36 |       |
| 37   | 2      | Andrew Hinds                  | Barbados            | 10.38 |       |
| 37   | 3      | Akani Simbine                 | Sudafrica           | 10.38 |       |
| 39   | 7      | Hua Wilfried Koffi            | Costa d'Avorio      | 10.40 |       |
| 40   | 6      | Daniel Bailey                 | Antigua e Barbuda   | 10.45 |       |
| 41   | 5      | Reza Ghasemi                  | Trinidad e Tobago   | 10.46 |       |
| 41   | 1      | Suwaibo Sanneh                | Gambia              | 10.46 |       |
| 41   | 2      | Adam Zavacký                  | Slovacchia          | 10.46 |       |
| 44   | 2      | Álex Quiñónez                 | Ecuador             | 10.50 |       |
| 45   | 5      | Aleksandr Brednev             | Russia              | 10.52 |       |
| 46   | 4      | Barakat Mubarak Al-Harthi     | Oman                | 10.53 |       |
| 46   | 6      | Ratu Banuve Tabakaucoro       | Figi                | 10.53 |       |
| 48   | 1      | Innocent Bologo               | Burkina Faso        | 10.57 |       |
| 48   | 6      | Hassan Taftian                | Iran                | 10.57 |       |
| 50   | 1      | Calvin Kang Li Loong          | Singapore           | 10.66 |       |
| 51   | 4      | Shernyl Burns                 | Montserrat          | 10.69 |       |
| 52   | 3      | Idrissa Adam                  | Camerun             | 10.70 |       |
| 52   | 5      | Holder Da Silva               | Guinea-Bissau       | 10.70 |       |
| 54   | 7      | Sapwaturrahman Sapwaturrahman | Indonesia           | 10.89 |       |
|      | 2      | Ifrish Alberg                 | Suriname            | DNF   |       |
|      | 7      | Kemar Hyman                   | Isole Cayman        | DSQ   |       |

### Semifinali
Qualificazione: i primi due di ogni serie (Q) e i due tempi migliori tra gli esclusi (q) si qualificano alla finale.
| Pos. | Serie | Corsia | Nome                   | Nazione             | Tempo | Note  |
| ---- | ----- | ------ | ---------------------- | ------------------- | ----- | ----- |
| 1    | 2     | 6      | Nickel Ashmeade        | Giamaica            | 9.90  | Q, RP |
| 2    | 3     | 5      | Usain Bolt             | Giamaica            | 9.92  | Q     |
| 3    | 2     | 4      | Kemar Bailey-Cole      | Giamaica            | 9.93  | Q, RP |
| 4    | 3     | 4      | Mike Rodgers           | Stati Uniti         | 9.93  | Q, PS |
| 5    | 1     | 4      | Justin Gatlin          | Stati Uniti         | 9.94  | Q     |
| 6    | 1     | 5      | Nesta Carter           | Giamaica            | 9.97  | Q     |
| 7    | 2     | 3      | James Dasaolu          | Regno Unito         | 9.97  | q     |
| 8    | 2     | 7      | Christophe Lemaitre    | Francia             | 10.00 | q     |
| 9    | 2     | 5      | Zhang Peimeng          | Cina                | 10.00 | RN    |
| 10   | 1     | 7      | Jimmy Vicaut           | Francia             | 10.01 |       |
| 11   | 3     | 7      | Keston Bledman         | Trinidad e Tobago   | 10.08 |       |
| 12   | 3     | 9      | Churandy Martina       | Paesi Bassi         | 10.09 |       |
| 13   | 3     | 6      | Aaron Brown            | Canada              | 10.15 |       |
| 14   | 2     | 9      | Dwain Chambers         | Regno Unito         | 10.15 |       |
| 15   | 2     | 8      | Jason Rogers           | Saint Kitts e Nevis | 10.15 |       |
| 16   | 3     | 3      | Antoine Adams          | Saint Kitts e Nevis | 10.17 |       |
| 17   | 1     | 8      | Anaso Jobodwana        | Sudafrica           | 10.17 |       |
| 18   | 1     | 6      | Richard Thompson       | Trinidad e Tobago   | 10.19 |       |
| 19   | 1     | 3      | Gabriel Mvumvure       | Zimbabwe            | 10.21 |       |
| 20   | 2     | 2      | Gavin Smellie          | Canada              | 10.30 |       |
| 21   | 3     | 8      | Ramon Gittens          | Barbados            | 10.31 |       |
| 22   | 1     | 9      | Harry Aikines-Aryeetey | Regno Unito         | 10.34 |       |
|      | 1     | 2      | Su Bingtian            | Cina                | DQ    |       |
|      | 3     | 2      | Samuel Francis         | Qatar               | DNS   |       |

### Finale
| Pos. | Corsia | Nome                | Nazione     | Tempo | Note                                     |
| ---- | ------ | ------------------- | ----------- | ----- | ---------------------------------------- |
|      | 6      | Usain Bolt          | Giamaica    | 9"77  | Miglior prestazione mondiale stagionale  |
|      | 5      | Justin Gatlin       | Stati Uniti | 9"85  | Miglior prestazione personale stagionale |
|      | 8      | Nesta Carter        | Giamaica    | 9"95  |                                          |
| 4    | 7      | Kemar Bailey-Cole   | Giamaica    | 9"98  |                                          |
| 5    | 4      | Nickel Ashmeade     | Giamaica    | 9"98  |                                          |
| 6    | 9      | Mike Rodgers        | Stati Uniti | 10"04 |                                          |
| 7    | 3      | Christophe Lemaitre | Francia     | 10"06 |                                          |
| 8    | 2      | James Dasaolu       | Regno Unito | 10"21 |                                          |